# NGC 2001
NGC 2001 је расејано звездано јато у сазвежђу Златна риба које се налази на NGC листи објеката дубоког неба.
Деклинација објекта је - 68° 46' 10" а ректасцензија 5h 29m 2,1s. Привидна величина (магнитуда) објекта NGC 2001 износи 11,9. NGC 2001 је још познат и под ознакама ESO 56-SC137.